# 宮崎一

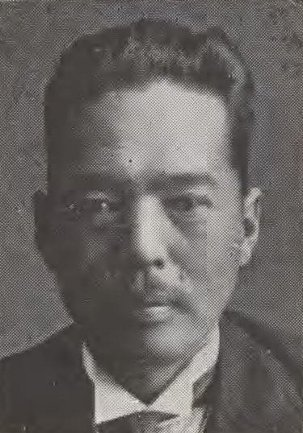
宮崎一

宮崎 一（みやざき はじめ、1886年〈明治19年〉11月21日 – 1951年〈昭和26年〉10月10日）は、衆議院議員（立憲政友会）、弁護士。

## 経歴
埼玉県北足立郡浦和町（現在のさいたま市）に衆議院議員宮崎鏋三郎の長男として生まれる。浦和中学校、第一高等学校を経て、1912年（明治45年）に東京帝国大学法科大学を卒業した。卒業後は浦和で弁護士事務所を開業した。1919年（大正8年）に埼玉県会議員に当選し、後には議長も務めた。また浦和弁護士会長にも選ばれた。
1932年（昭和7年）、第18回衆議院議員総選挙に出馬し、当選。4回連続当選を果たした。その間、米内内閣で陸軍参与官に、幣原内閣で陸軍政務次官・第一復員政務次官に就任した。1946年（昭和21年）、公職追放となった。